# DragonForce
Dragon Force jsou britská metalová skupina založená v Londýně v roce 1999. Jsou známi pro dobrý souzvuk dvou kytar, obrovskou rychlost a styl, epické kytary a vokály. Kytaristé Herman Li a Sam Totman jsou od ZP Theartova odchodu jediní zakládající členové, kteří zůstali.

## Historie
DragonForce vznikli původně ze zbylých členů blackmetalové skupiny Demoniac a z dalších okrajových metalových skupin pod jménem DragonHeart, ale brzy, před vydáním komerčního alba, změnili své jméno na DragonForce kvůli možným problémům s obchodní značkou brazilské skupiny Dragonheart. Jejich kariéra začala vydáním jejich první písně na první inkarnaci MP3.com, kde se vyšplhali na špici žebříčků heavymetalové hudby. V prvních měsících si hit Valley of the Damned stáhlo přes 500 000 lidí. Dva z původních členů, Steve Williams a Steve Scott, rychle opustili kapelu, aby založili powermetalovou skupinu Power Quest.
DragonForce si po léta užívali rostoucí popularity vydáním tří alb a koncertováním na mnoha turné s podporou skupin Helloween, W.A.S.P. a Iron Maiden. Jejich turné 2005 na podporu alba Sonic Firestorm zahrnovalo pomoc od skupin Angra a Mendeed během cesty přes Velkou Británii. 28. října roku 2005 basista Adrian Lambert ohlásil odchod ze skupiny, aby se mohl více soustředit na výchovu svého malého syna (Lambert později v interview odhalil, že musel skupinu opustit kvůli hudebním odlišnostem s Hermanem a Samem). V roce 2006 byl nahrazen Frédéricem Leclercqem, který byl uznán oficiálním členem až poté, co se předvedl na turné. Téměř po měsíci od Lambertova odchodu, 23. listopadu 2005, podepsali DragonForce smlouvu s Roadrunner Records ve Velké Británii, Francii, Austrálii a Novém Zélandu a vydali nové album Inhuman Rampage 9. ledna 2006.
Po problémech s vydáním Inhuman Rampage v Severní Americe DragonForce vydali další album pod Roadrunner Records 20. ledna 2006. Skupina se poprvé ve spojených státech objevila na US Sunday 30. dubna 2006 ve Worcesteru v Palladiu na výročním festivalu New England Metal and Hardcore Festival. V březnu se chtěl Herman Li připojit k nějakému americkému turné, jako třeba Sounds of Underground nebo Ozzfest. Byli připsání k Ozzfestu v květnu jako zahajující skupina na hlavní scéně. DragonForce si vymezili data na turné po Spojených státech také mimo dny Ozzfestu. Skupina se vrátila do Spojených států v září roku 2006 pořádajíce cross-country turné a středně velká auditoria jako například v The Warfield v San Francisku. Také se vrátili do The Palladium, kde se konalo jejich první představení ve Spojených státech. Po tomto pořádali po Velké Británii turné Inhuman Rampage Second Strike až do prosince 2006.

## Hudební styl
Hudební styl Dragon Force zahrnuje:
- velkou rychlost dvou souznějících kytar,
- fantasy texty nebo epické texty o přírodě,
- použití sborového zpěvu na pozadí písní,
- převážně optimistické a pozvedající refrény (jak hudebně tak i textově),
- melodie ovlivněné počítačovými hrami a hlasité kytary.

Dragon Force tvrdí, že jejich hudba není míněna úplně vážně, a texty, které se týkají převážně fantasy námětů, jako například bitvy, meče, výpravy a hrdinové, podporují toto tvrzení. DragonForce uvedli, že jejich hudba je založena na fantasy věcech, jako jsou počítačové hry včetně Wonder Boy in Monster World (hra pro konzoli Sega Megadrive) a jejich texty mají téma podobné jako například fantasy prvky a bitvy z Pána prstenů.
Na svém prvním albu Valley of Damned kladla skupina velký důraz na zvuk kytar a na melodie definující „epický“ zvuk s dokonalým zakomponováním basy a bicích. To vytvořilo „hromový“ zvuk, který se drží v jejich hudbě až dodnes. Uspořádání bylo zaměřeno hlavně na hlas a melodie tvořící fantasy a epický zvuk v power metalu.
Druhé album Sonic Firestorm přišlo s příchodem bývalého člena skupiny Bal Sagoth bubeníka Davea Mackintoshe. Jeho styl bubnování „blast beat“, normálně používaný v žánrech jako death metal a grind core, se ujal v jejich hudbě. Sonic Fire storm předvedlo složitější kytarové části než Valley of Damned.
Jejich třetí album Inhuman Rampage pokračovalo v melodiích založených na technických kytarách. Zahrnutí mnoha nových kytarových zvukových efektů změnilo jejich zvuk. Použití kláves a dlouhých klávesových sól v tomto albu ukazuje Vadimův zvětšující se vliv v kapele. Toto album také obsahuje hrubé vokály na pozadí, podobné těm, které se vyskytují v black metalu (například v písních Revolution Deathsquad a Operation Ground and Pound), stejně jako se zde vyskytují speciální hlasové efekty. Verze alba obsahující takzvanou „rockumentaci“ byla označena značkou Parental Advisory.
Členové skupiny sami sebe zařadili do žánru „extreme power metal“. Z tohoto žánru, zdánlivě vytvořeného skupinou DragonForce, již dříve několik kapel vycházelo. Někteří lidé považují extreme power metal za vzniklý ještě před tím, než se ho DragonForce chopili – skupiny, které mísily power metal s extreme metalem ovlivnilo již skupiny jako Children of Bodom, Wintersun nebo Kalmah, by se také mohli přirovnat k tomuto žánru (hrubé vokály se vyskytují v písních těchto kapel a jsou jedním z hlavních požadavků na pojmenování „extreme“). Nicméně tato definice „extreme power metalu“ není nutně to, co hudba DragonForce ztělesňuje, protože oni se zaměřují více na rychlost a sílu jejich hraní.

## Diskografie
- Valley of the Damned (Demo) (2000, nahrané jako DragonHeart)
- Valley of the Damned (2003)
- Sonic Firestorm (2004)
- Inhuman Rampage (2006)
- Ultra Beatdown (2008)
- Twilight Dementia (koncertní album; 2010)
- The Power Within (2012)
- Maximum Overload (2014)
- In the Line of Fire... Larger Than Live (koncertní album; 2015)
- Reaching into Infinity (2017)
- Extreme Power Metal (2019)
- Warp Speed Warriors (2024)

## Současnost
V dubnu 2006 se DragonForce vypravili na své první turné po Severní Americe. Zpočátku DragonForce předpokládali, že se na půdě Spojených států objeví dříve, již v listopadu 2005, ale zabránily tomu problémy s vízem. 18. května 2006 byli DragonForce přidáni na hlavní scénu turné Ozzfest 2006.
Součástí turné Inhuman Rampage byla cesta DragonForce do Severní Ameriky a do Japonska se skupinami All That Remains a HORSE the Band od 7. září do 14. října 2006.
7. září, den před začátkem jejich turné, živě zahráli na americké televizní stanici G4 v pořadu Attack of the Show, který se vysílá z Los Angeles.
DragonForce pokračovali se svým turné po Evropě kromě Velké Británie, kdy během 16. listopadu 2006 hráli se skupinami Manigance (hrají jen ve Francii) a Firewind.
Po procestování zbytku Evropy se DragonForce vrátili do své rodné země, aby zde zahráli 15 koncertů na turné nazývaném Second Strike, a během 14. prosince 2006 hráli s All That Remains a Firewind.
První představení DragonForce v Severní Americe bylo na The Palladium ve Worcesteru v Massachusetts v dubnu 2006. Později zde také hráli v záři téhož roku. Během této show udělali poznámku o publiku v dubnu na jejich prvním koncertě a že se jim v Americe velmi líbí a užívají si to zde.
V roce 2016 skupina odehrála několik koncertu s Alessiem Garavellem (A New Tomorrow), jež nahrazoval zpěváka Marca Hudsona. V téhle sestavě se představili i na slovenském More Than Festu.
Bylo oznámeno, že DragonForce pojedou na další turné se skupinou od stejného vydavatele, Killswitch Engage, které začne v půli února. Skupiny Chimaira a He is Legend se k nim v průběhu připojí.

## Členové
- Marc Hudson – zpěv (2011 – dosud)
- Herman Li – hlavní/rytmická kytara a doprovodný zpěv (1999 – dosud)
- Sam Totman – hlavní/rytmická kytara a doprovodný zpěv (1999 – dosud)
- Gee Anzalone – bicí, perkuse a doprovodný zpěv (2014 – dosud)
- Alicia Vigil - basa, doprovodné vokály (2022 – dosud) (host: 2020 – 2022)

#### Členové turné
- Aquiles Priester - bicí (2020)
- Damien Rainaud - basa, doprovodné vokály (2019)
- Christian Wirtl - bicí (2003)

### Bývalí členové
- Frédéric Leclercq – basová kytara a doprovodný zpěv (2006–2019; host 2005–2006)
- Vadim Pružanov – klávesy, syntezátory a doprovodný zpěv (2001–2018)
- Adrian Lambert – basová kytara a doprovodný zpěv (2002–2005)
- Didier Almouzni – bicí (1999–2003)
- Diccon Harper – basová kytara (2000–2002)
- Steve Scott – basová kytara (1999–2000)
- Steve Williams – klávesy (1999–2000, 2000)
- ZP Theart – zpěv (1999–2010)
- Dave Mackintosh – bicí a doprovodný zpěv (2003–2014)
- Steve Terreberry (Stevie T) - triangl, kytara